# Fuga de Varennes

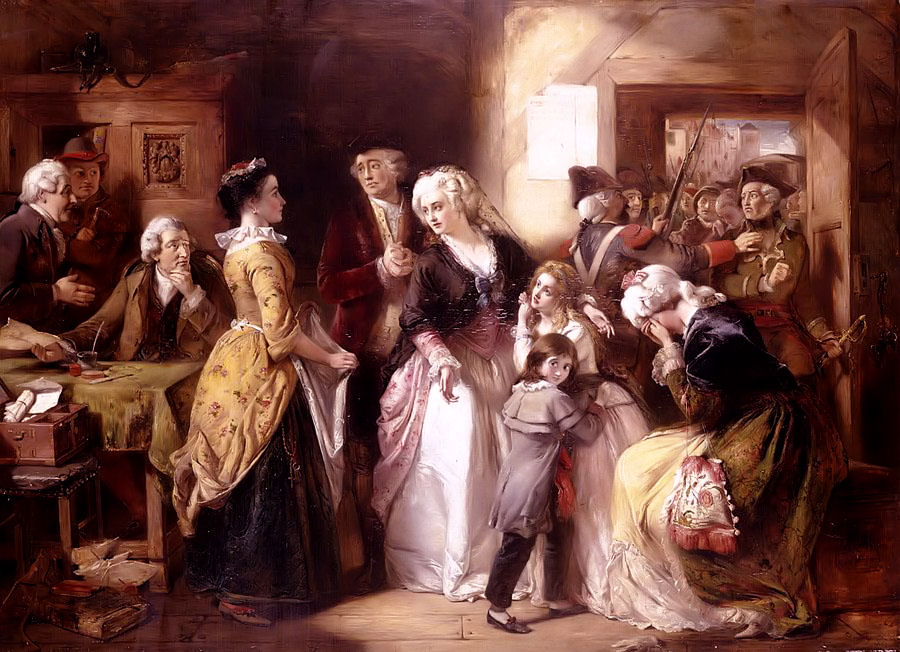
Detenção de Luís XVI e sua família, Varennes-en-Argonne, 1791.

A chamada Fuga de Varennes foi a tentativa frustrada de evasão de Luís XVI de França e sua família, de 20 a 21 de junho de 1791. Episódio à primeira vista menor, em realidade é cheio de significado e determinante dentro do curso da Revolução Francesa.
A fuga da família real, cujos planos já eram arquitetados por certos conselheiros desde os acontecimentos de 6 de Outubro de 1789, e retomados diversas vezes depois disso, é desta vez minuciosamente preparado por Hans Axel von Fersen. O séquito do Rei Luís XVI e de Maria Antonieta, sua esposa, tendo à frente Axel de Fersen, favorito da rainha, tenta organizar uma fuga para Montmédy, para lá encontrar o Marquês de Bouillé, general em chefe das tropas do Meuse, Sarre e Moselle, co-organizador do plano de evasão.

## Plano de Fuga

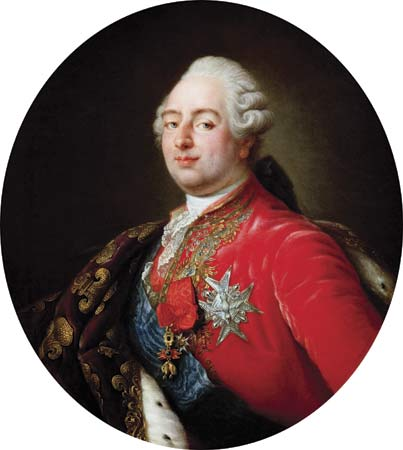
Luís XVI de França

Os detalhes da fuga foram preparados com certa frivolidade, quase ingénua. Por exemplo: o plano tinha previsto disfarçar o rei em intendente, sem que ninguém notasse que um verdadeiro empregado jamais se sentaria numa berlinda face a face com sua patroa, Mme de Korff. A escolha da libré dos três cavalheiros (antigos guardas do corpo licenciado de 1789: Senhores de Moustier, de Valory et de Malden) não foi das mais judiciosas, já que a cor escolhida era as dos príncipes de Condé, que partiram para o estrangeiro no início da Revolução, e só podendo gerar suspeitas. Juntando a isso o fato de que a partida da equipagem na noite de 20 para 21 de Junho não fora feita dentro do mais completo segredo, compreende-se então que a notícia da fuga da família real tenha precedido a berlinda camuflada. esta berlinda era pintada na cor verde-garrafa e as rodas em amarelo-limão. No entanto, é conveniente afastar a ideia muito presente no imaginário popular: a berlinda da família real não era de forma alguma uma miniatura do Palácio de Versalhes, e sim um veículo de viagem totalmente de acordo com os usados para longos trajetos (esta berlinda serviu ainda como diligência até 1795, data em que foi destruída por um incêndio). Não se pode esquecer que o suposto destino da "Baronesa de Korff" era a Rússia. No entanto, pode-se, sim, questionar a escolha de um veículo puxado por seis cavalos, privilégio dormido apenas ao rei.

### Identidades
Para que passassem despercebidos, a berlinda que os transportava estava registrada como sendo da Baronesa de Korff e cada membro do comboio possuía uma identidade emprestada:
- Luís XVI: M. Luis augusto (intendente da Baronesa de Korff).
- Maria Antonieta de Áustria: Mme Rochet (governanta dos filhos de Mme de Korff).
- Maria Teresa de França: uma das filhas de Mme de Korff.
- O Delfim: outra filha de Mme de Korff (vestido como menina).
- A Marquesa Louise-Elisabeth de Croÿ de Tourzel: a Baronesa de Korff.
- Madame Elisabeth (irmã de Luís XVI): dama de companhia da baronesa.

## Partida de Paris - 20 de Junho de 1791

### 22 horas e 30 minutos
Duas camareiras de Maria Antonieta, Madame Brunier e Madame Neuville, as primeiras damas de Madame e do Delfim, saem das Tulherias para Claye-Souilly onde devem se juntar à berlinda real.

### 22 horas e 50 minutos
Axel de Fersen tira das Tulherias o Delfim (futuro Luís XVII de França), sua irmã, Maria Teresa de França e sua governanta, Louise Elisabeth de Croÿ de Tourzel.

### 23 horas e 30 minutos
Luís XVI e Maria Antonieta simulam recolher-se conforme o cerimonial habitual.

## Fuga da Família Real: 21 de Junho de 1791

### Meia-noite e 10 minutos

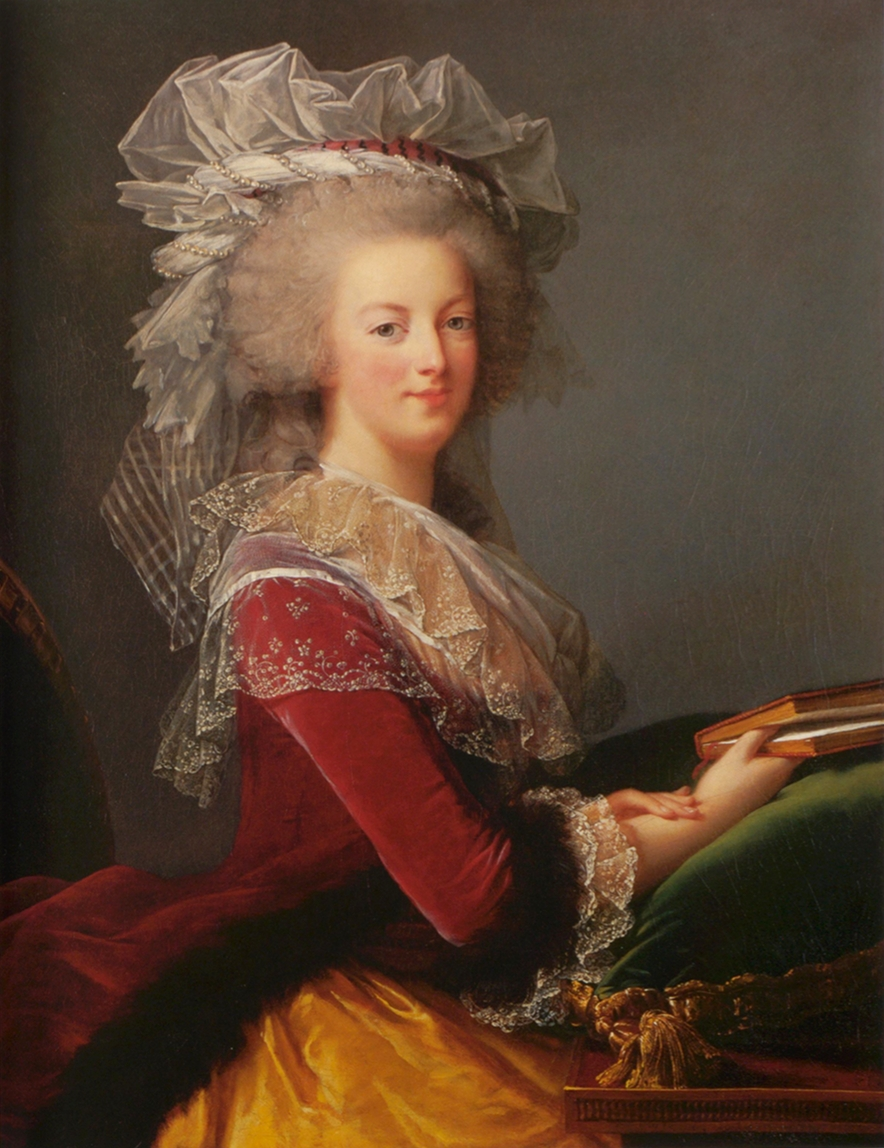
Maria Antonieta

Luís XVI, disfarçado como valete de quarto, sobe em uma "citadina" (veículo para a cidade), estacionada próximo às Tulherias, na rua de l'Échelle. Ele aí encontra sua irmã, Madame Elisabeth, e Maria Antonieta junta-se a eles, às 0 horas e 35 minutos.

### 1 hora e 50 minutos
A família real alcança a berlinda com uma hora e meia de atraso sobre o horário previsto.

### 2 horas e 30 minutos
Primeira parada em Bondy: Axel de Fersen, que havia acompanhado a família real até aí, a deixa.

### 4 horas
Um cabriolé com as duas camareiras junta-se à berlinda real em Claye-Souilly.

### 7 horas
O valete de quarto descobre que Luís XVI não está em seu quarto nas Tulherias. O Conde de Provence (futuro Luís XVIII de França) deixa Paris de manhãzinha com seu amigo d'Avaray e chega sem a menor dificuldade, por Maubeuge e Avesnes, a Mons, na Bélgica. Daí ele ganha Marche, onde toma conhecimento da detenção de seu irmão, Luís XVI.

### 8 horas
A notícia da partida de Luís XVI espalha-se por Paris. A Assembleia Constituinte, após hesitar em decidir-se pela fuga ou pelo rapto do rei, declara que este fora "raptado".

### 10 horas
Sessenta hussardos chegam a Varennes.

### 11 horas
Os veículos reais param em Montmirail, Marne. Estão três horas atrasados com relação ao horário previsto. Em Paris, o general La Fayette envia correios em todas as direções para deter a família real. Em Sainte-Menehould e Clermont-en-Argonne, a população inquieta-se com a chegada de cavaleiros; a Guarda Nacional pega em armas.

### 16 horas
A berlinda real chega a Châlons-sur-Marne, com quatro horas de atraso. Os cavaleiros destacados em Pont-de-Somme-Vesle, cansados de esperar a passagem dos veículos reais e ameaçados pelos camponeses, recebem ordem de seu jovem chefe, o Duque de Choiseul, de se deslocar através dos campos e de ganhar Varennes, evitando as estradas.

### 19 horas e 55 minutos
O cabriolé, seguido pela berlinda real, para em frente ao posto de troca de equipagem de Sainte-Menehould. O chefe do posto, Jean-Baptiste Drouet, que já passara por Versalhes e que, segundo a lenda, compara o rosto do "valete de quarto" com a efígie real de um escudo, reconhece o rei, mas não reage ao fato. Ele só se lança em perseguição à berlinda real quando a municipalidade o obriga a fazê-lo, após deliberação.

### 20 horas e 10 minutos
Os dois veículos deixam o posto em direção a Clermont-en-Argonne onde os espera um destacamento de dragões comandado pelo coronel Damas. Estes, compactuando com a população, recusam suas ordens e deixam passar a berlinda.

### 21 horas
Jean-Baptiste Drouet e seu amigo Jean-Chrisosthome Guillaume montam a cavalo. Eles rumam, pela floresta de Argonne, para Varennes-en-Argonne, para onde pensam que os veículos reais se dirigem. Em Sainte-Menehould, os dragões são desarmados sem resistência pela população.

### 22 horas e 50 minutos
A berlinda para na entrada de Varennes, enquanto um cocheiro procura o ponto para troca de equipagem. Os viajantes estão espantados por não encontrar nenhum dos cavaleiros que deviam escoltá-los. Batem à porta de Monsieur de Préfontaines que diz ignorar qualquer plano para troca de equipagem no local. De fato, vendo que ninguém chegava, a troca havia sido transferida para a cidade baixa, do outro lado da ponte sobre o Rio Aire.

### 22 horas e 55 minutos
Jean-Baptiste Drouet e Jean-Chrisostome Guillaume chegam a Varennes, passam em frente à berlinda estacionada e advertem o procurador-síndico, o vendeiro Jean-Baptiste Sauce, que os veículos da família real em fuga estão parados no alto da vila. Eles decidem barricar a ponte sobre o rio, passagem obrigatória. A Guarda Nacional de Varennes se mobiliza e seu comandante, o futuro general Radet, faz colocar dois canhões em bateria, perto da ponte.

### 23 horas e 10 minutos

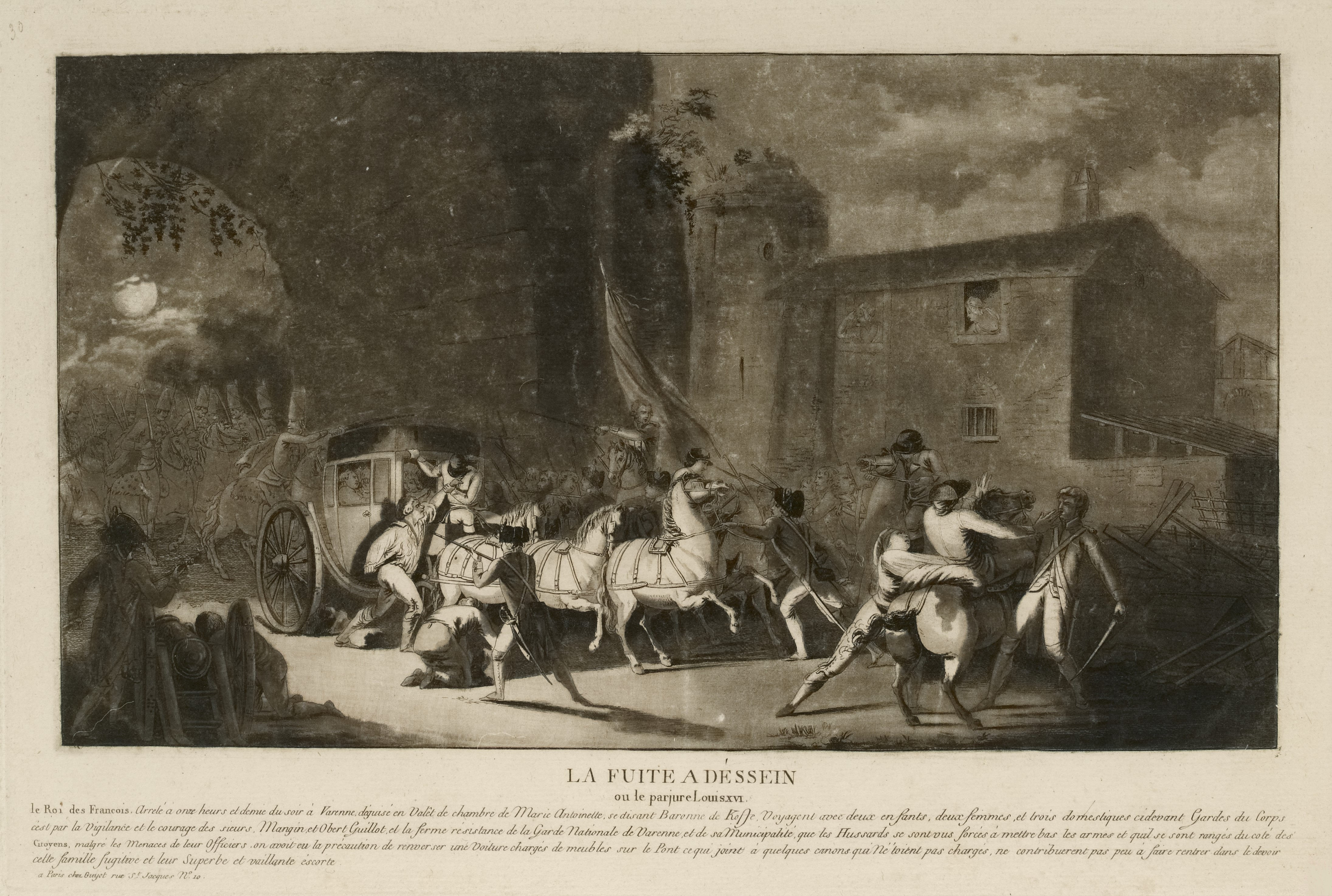
A fuga de Varennes.

Os dois veículos da família real são imobilizados bem antes da barricada, sob a abóbada da igreja Saint-Gégout, que abrange a rua. Jean-Baptiste Sauce, sob pressão dos patriotas que se encontram na taverna do "Bras d'or" ("Braço de Ouro" (em português), obriga os viajantes a descer dos carros e os faz entrar na casa que está a alguns passos. O toque-de-sinos soa, a Guarda Nacional é posta em alerta.

## A Noite em Varennes

### 22 de Junho de 1791 - Meia-noite e meia
O juiz Destez, que viveu bastante tempo em Versalhes, e que Jean-Baptiste Sauce faz buscar, reconhece formalmente o rei. Os hussardos, que não foram reunidos por seus oficiais, pactuam com a multidão. O cirurgião Mangin monta a cavalo para levar a notícia da detenção do rei até Paris.
O toque-de-sinos continua a soar e mais e mais camponeses e membros da Guarda Nacional chegam a Varennes.

### 7 horas e 45 minutos
Os patriotas de Varennes, com os enviados da Assembleia Nacional, Bayon e Romeuf, oficiais da Guarda Nacional de Paris, chegam às 7 horas e decidem retornar com a família real para a capital. Alertada pelos sinos que tocam por todos os lados, uma multidão enorme vem ladear a rota seguida pelo cortejo de "prisioneiros", enquadrado pela Guarda Nacional de Varennes e pelos dragões aliados dos patriotas.

## Volta da Família Real a Paris

### 22 de Junho de 1791 - 22 horas
Em Paris, a Assembleia Nacional, alertada por Mangin da detenção da família real, nomeia três comissários, Antoine Barnave, Jérôme Pétion de Villeneuve e Charles César de Fay de La Tour-Maubourg, para trazer de volta a família real para a capital francesa.

### 23 horas
A comitiva chega a Châlons-sur-Marne, onde passa a noite no Hotel da Intendência.

### 23 de Junho de 1791 - 9 horas
O cortejo deixa Châlons-sur-Marne.

### 13 horas

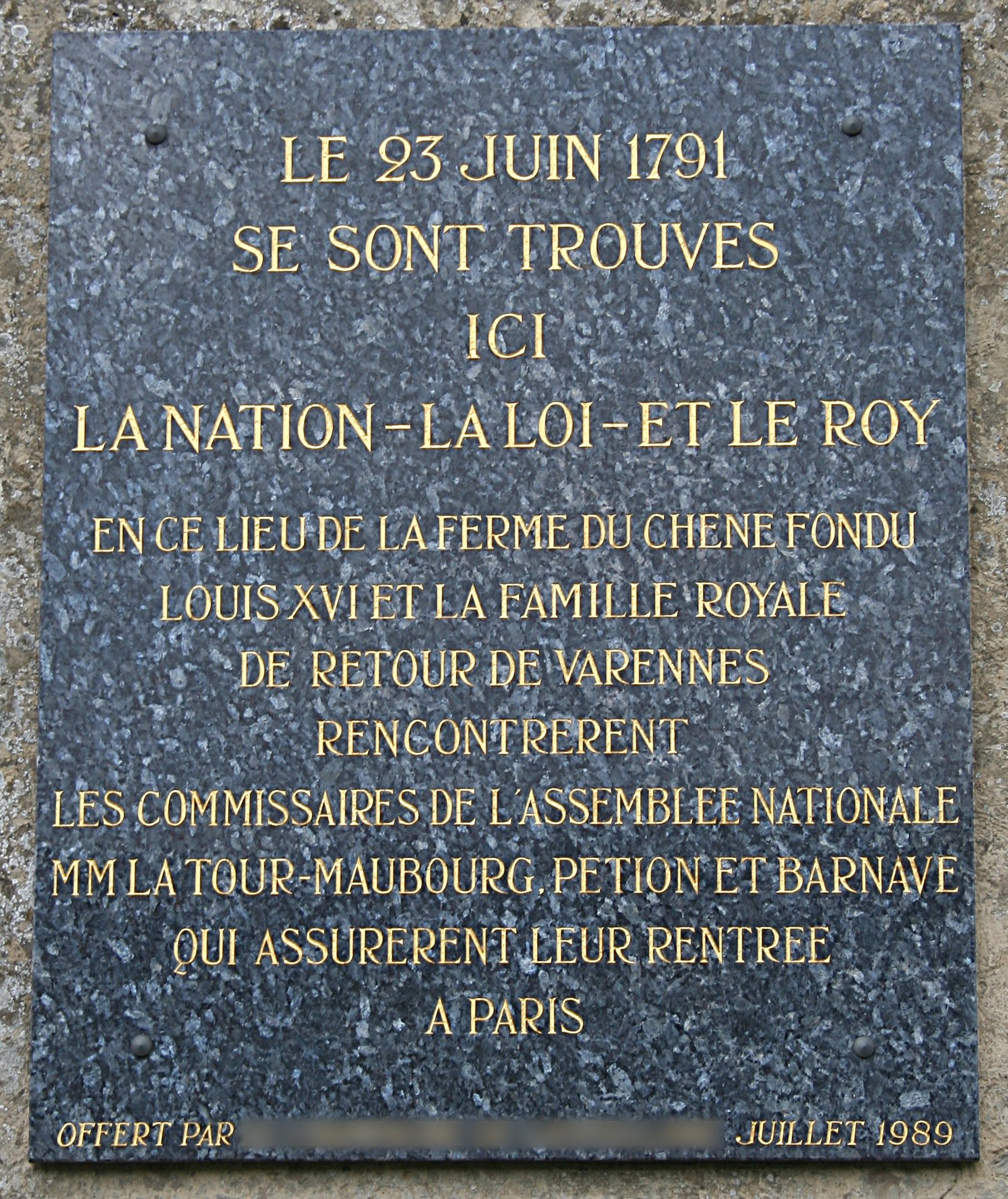
Placa Comemorativa do encontro de 23 de Junho de 1791 em Boursault

Os três deputados da Assembleia Constituinte, acompanhados do coronel Mathieu Dumas, alcançam a família real em Boursault, entre Épernay et Dormans. Eles dormem em Dormans. Em Paris, o Clube dos Cordeliers pede o estabelecimento da República.

### 24 de Junho de 1791 - 6 horas
O cortejo parte para Paris e passa a noite em Meaux. Em Paris, uma petição, assinada por 30.000 nomes, exige a República.

### 25 de Junho de 1791 - 7 horas
A família real deixa Meaux. Em Paris, desde a aurora, uma multidão imensa toma a direção de Meaux. A cidade é inundada por panfletos violentos, injuriosos para o Rei e a Rainha.

### 14 horas
Os primeiros parisienses alcançam a família real em Villeparisis. A Assembleia Nacional decreta a suspensão

### 18 horas
O cortejo real chega aos "novos boulevards" (atuais boulevards de La Chapelle, Rochechouart, Clichy, etc.). Para evitar manifestações muito violentas, a municipalidade decide que os fugitivos contornarão Paris e reentrarão nas Tulherias pelos Champs-Élysées e Praça da Concórdia. É ordenado o silêncio: "Qualquer um que aplaudir o rei será linchado, qualquer um que o insultar, será enforcado". São 22 horas.

### 19 horas

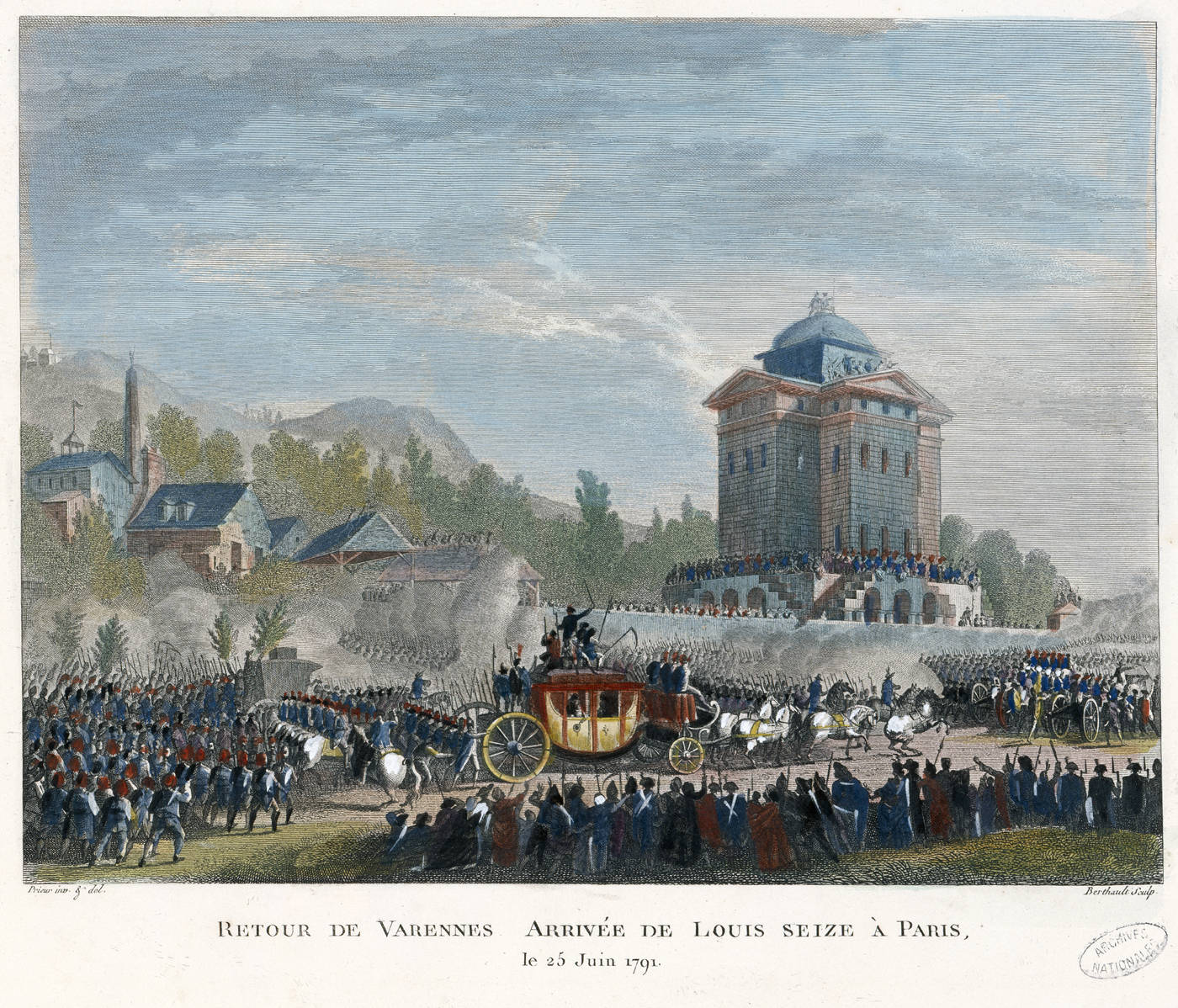
Volta de Varennes. Chegada de Louis XVI em Paris, 25 de Junho de 1791 (Duplessi-Bertaux a partir de um desenho de J-L Prieur).

Na passagem da berlinda real e de sua dupla fileira de guardas nacionais, precedidos por La Fayette, a multidão era imensa, porém silenciosa, ou quase: ouviam-se alguns gritos de "Viva Drouet! Viva a Nação! Viva a brava Guarda Nacional!". Realmente, La Fayette havia proíbido qualquer manifestação de apoio ou de ódio.

### 22 horas
Quando o veículo real chega às Tulherias, o furor da multidão explode. Pouco faltou para que Maria Antonieta não fosse estrangulada. O duque d’Aiguillon e Louis-Marie de Noailles salvaram a rainha na hora.
A volta para as Tulherias iria, na verdade, selar o destino trágico da família real. A submissão de Luís XVI à Constituição e seu juramento de fidelidade, proferido em 14 de Setembro, teriam pouco peso frente a suas supostas traições, sendo esta fuga seu símbolo inquestionável.

## Consequências
Acima das falhas de organização que cercaram esta empreitada, a detenção do Rei marca verdadeiramente uma virada na Revolução. A confiança entre o soberano e seu povo é definitivamente quebrada e esta partida inclusive faz parte do processo de acusação aberto pela Convenção em dezembro de 1792 e que culminaria com a morte de Luís XVI na guilhotina. Mas é conveniente assinalar que o rei não estava deixando o Reino e sim desejava criar um "lugar-forte" na fronteira (o projeto de constituição de 1791 dava-lhe este direito). Precisamente quinze meses após estes acontecimentos, o rei seria destituído de seu título real com a proclamação da República, em 21 de setembro de 1792, depois disso julgado frente à Convenção Nacional, condenado à morte e guilhotinado, em 21 de janeiro de 1793, sorte compartilhada posteriormente por sua mulher, Maria Antonieta, e por sua irmã, Madame Elisabeth. Quanto ao jovem delfim, « Luís XVII », este morreria de doença em condições particularmente atrozes, dentro da Prisão do Templo, em 8 de junho de 1795.
Convém notar que esta detenção de um rei em fuga seguida por sua decapitação lembra estranhamente o que aconteceu na Inglaterra, 140 anos antes, com o rei Carlos I.

## Filmografia
- La nuit de Varennes de Ettore Scola.